# Dissanthelium californicum
Dissanthelium californicum o hierba Catalina es una especie rara de hierbas que pertenece a la familia de las poáceas.

## Distribución y hábitat
Fue descubierta originalmente en Isla Santa Catalina, una isla de la costa de California en 1847 por el botánico y naturalista Guillermo Ganbel de los Estados Unidos. Posteriormente se identificó en la Isla Guadalupe (península de Baja California) y en la Isla San Clemente, también en California.
Se extinguieron en 1912 pero fueron encontradas nuevamente vivas el 29-03-2005 en Isla Santa Catalina por Jenny McCune.

## Taxonomía
Dissanthelium californicum fue descrita por (Nutt.) Benth. y publicado en Hooker's Icones Plantarum 4: 56. 1881.
Etimología
Dissanthelium nombre genérico que deriva del griego dissos (doble) y anthelion (flor pequeña), aludiendo a sus dos flores.
california: epíteto geográfico que alude a su localización en California.
Sinonimia
- Stenochloa californica Nutt.[2][4][5]